# 拉布塔里
拉布塔里（法語：Laboutarie，法語發音：[labutaʁi]）是法国奧克西塔尼大區塔恩省的一个市镇，属于阿尔比区。

## 地理
拉布塔里（43°46'58"N, 2°7'5"E）面积5.39 平方千米，位于法国奧克西塔尼大區塔恩省，该省份为法国南部内陆省份，北起顺时针与阿韦龙省、埃罗省、奥德省、上加龙省和塔恩-加龙省接壤。
与拉布塔里接壤的市镇（或旧市镇、城区）包括：隆贝尔、蒙德拉贡、圣热内斯德孔泰斯、雪拉克。

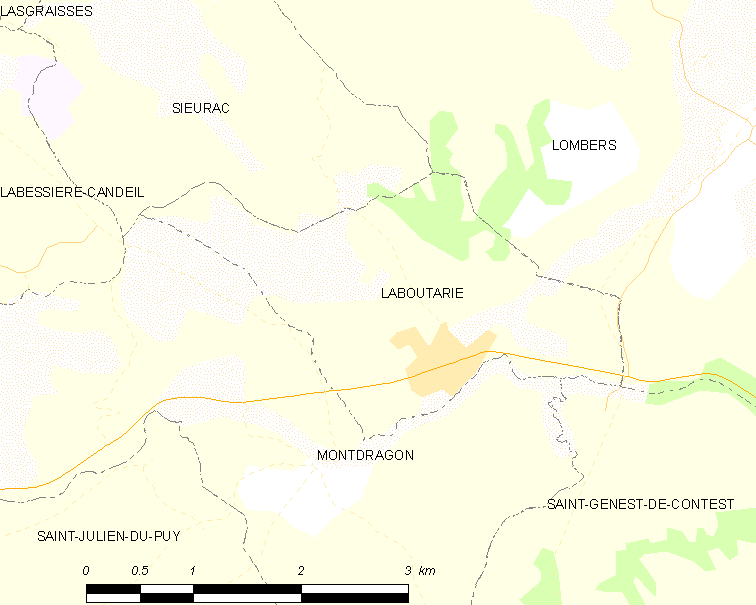
拉布塔里的OSM定位图

拉布塔里的时区为UTC+01:00、UTC+02:00（夏令时）。

## 行政
拉布塔里的邮政编码为81120，INSEE市镇编码为81119。

## 政治
拉布塔里所属的省级选区为上达杜县。

## 人口

1962-2008年间拉布塔里人口变化图示

拉布塔里于2022年1月1日时的人口数量为508人。